# Villeron
 Villeron  es una población y comuna francesa, en la región de Isla de Francia, departamento de Valle del Oise, en el distrito de Sarcelles y cantón de Gonesse.
La ciudad está rodeada por el Louvre, Puiseux-en-France, Marly-la-Ville, Survilliers, Vémars y Chennevières-lès-Louvre.

## Demografía
| 263 | 294 | 311 | 271 | 361 | 702 |
| Para los censos de 1962 a 1999 la población legal corresponde a la población sin duplicidades (Fuente: INSEE [Consultar]) |     |     |     |     |     |

Sus habitantes son llamados Villerons